# Отрадное (Двуречанский район)
Отрадное (укр. Одрадне) — село,
Колодезнянский сельский совет,
Двуречанский район,
Харьковская область, Украина.
Код КОАТУУ — 6321882004. Население по переписи 2001 года составляет 183 (80/103 м/ж) человека.

## Географическое положение
Село Отрадное находится в 4-х км от границы с Россией.
Вокруг села несколько небольших лесных массивов, в том числе урочища Дубовый Лес, Сергеевка, Дробашин Лес, Крутой Лес.

## Происхождение названия
```
Название села происходит от имения Отрадное, которое в середине XIX века в поселении Проходы (Проходиха, Прохариха) основал Н. Ф. Курченинов. В документах XIX — начало XX века для обозначения данного населённого пункта иногда используются названия: Проходы, Отрада, Отрадное
[
2
]
.
```

## История
- По сельскому преданию дворянин Н. Ф. Курченинов (Курчанинов) в XIX веке получил землю в Купянском уезде Харьковской губернии и основал здесь имение Отрадное. Для заселения имения в Полтавской губернии были приобретены крепостные крестьяне. Так появилось украинское село Отрадное.
- В 1862 году в Отрадном была построена деревянная Успенская церковь[2]. На средства семьи Курчениновых к началу XX века в селе Отрадное были построены: большой помещичий дом с прилегающим к нему парком, хозяйственные постройки, кирпичный завод, каменная церковь, школа. Сын Н. Ф. Курченинова действительный статский советник С. Н. Курченинов организовал в поместье высокоразвитое сельскохозяйственное предприятие[3].
- Отношения помещиков Курчениновых и крестьян села Отрадное были далеки от идиллии. В годы Первой революции в Российской империи крестьяне Отрадного сожгли помещичий коровник. Для защиты имения в Отрадном находился воинский отряд. После революций 1917 года усадьба Курчениновых была разграблена и разрушена.
- В дальнейшем село Отрадное переживало события, тесно связанные с историей Советской Украины. Создание колхоза в селе сопровождалось жестоким голодом в 1932—1933 годах. В годы Великой Отечественной войны боевые действия возле Отрадного не велись, село находилось под немецкой оккупацией с июля 1942 года по январь 1943 года. Более пятидесяти жителей села Отрадное погибли на войне. В конце 50-х годов в Отрадном была разрушена Успенская церковь. День Успения Пресвятой Богородицы (28 августа) в Отрадном считается главным сельским праздником. В начале 70-х годов в Отрадное переселили жителей близлежащего села Водяное. В 70-80-е годы в селе Отрадное были построены клуб с библиотекой, детский сад, фельдшерский пункт, два магазина, село было соединено дорогой с твёрдым покрытием с районным центром посёлком городского типа Двуречная. В середине 80-х годов село Отрадное было газифицировано.

## Экономика
- В 70-80-е годы XX века село Отрадное было участком большого колхоза «Коммунист» (центр колхоза — село Колодезное). В эти годы рядом с Отрадным работал большой овцеводческий комплекс.
- В селе есть молочно-товарная ферма.
- Пункт пересечения границы Новопетровка-Отрадное.

## Экология
Село страдает от оползней, которые, в 90-е годы XX-го века значительно изменили внешний облик северно-восточной окраины Отрадного.